# رحيم أباد (فلاورجان)
رحيم أباد (بالفارسية: رحیم‌آباد) هي قرية تقع في قسم غركن الشمالي الريفي (مقاطعة فلاورجان) في إيران. يقدر عدد سكانها بـ 122 نسمة .